# Huàhújīng
L'Huahujing  (in cinese tradizionale 化胡經, semplificato 化胡经, pinyin Huàhújīng, Wade-Giles Hua Hu Ching, letteralmente Classico sulla conversione dei barbari) è un libro taoista. Attribuito tradizionalmente a Laozi, molti studiosi ritengono che sia un apocrifo perché non se ne trova traccia scritta sino al IV secolo d.C.
Gli imperatori cinesi organizzavano spesso dibattiti tra buddisti e taoisti e garantivano favori politici ai vincitori. Il libro sostiene una delle tesi preferite dei taoisti, cioè che Laozi andò in India e convertì (o diventò) il Budda. Secondo il libro, il buddismo sarebbe quindi soltanto una branca del taoismo.
Il testo è strutturato come un dialogo tra il principe-allievo e l'insegnante che disquisiscono sul concetto di Tao e ha tematiche simili all'altro testo di Laozi, Daodejing.
L'Huàhújīng è un testo di riferimento per la medicina olistica, la meditazione tao, il feng shui ed I Ching.